# Заанен
Заанен (нім. Saanen) — громада  в Швейцарії в кантоні Берн, адміністративний округ Оберзімменталь-Заанен.

## Географія
Громада розташована на відстані близько 55 км на південь від Берна.
Заанен має площу 120,1 км², з яких на 4,5% дозволяється будівництво (житлове та будівництво доріг), 51,1% використовуються в сільськогосподарських цілях, 35,3% зайнято лісами, 9% не є продуктивними (річки, льодовики або гори).

## Демографія
2019 року в громаді мешкало 6817 осіб (-2% порівняно з 2010 роком), іноземців було 28,9%. Густота населення становила 57 осіб/км².
За віковим діапазоном населення розподілялося таким чином: 17% — особи молодші 20 років, 61,6% — особи у віці 20—64 років, 21,4% — особи у віці 65 років та старші. Було 3254 помешкань (у середньому 2,1 особи в помешканні).
Із загальної кількості 6818 працюючих 478 було зайнятих в первинному секторі, 1368 — в обробній промисловості, 4972 — в галузі послуг.